# キケ・サンチェス・フローレス
キケ・フローレス（Quique Flores）ことエンリケ・サンチェス・フローレス（Enrique Sánchez Flores、 1965年2月2日 - ）は、スペインの首都マドリード出身のサッカー指導者、元サッカー選手。現役時代のポジションはディフェンダー。

## 経歴

### 選手時代
右サイドバックとして、バレンシアCF、レアル・マドリード、およびレアル・サラゴサでプレー。バレンシアではキャリアの大半となる10シーズンを過ごし、2シーズンを過ごしたレアル・マドリードではリーガ・エスパニョーラ制覇を経験した。
スペイン代表としても15試合に出場し、1990年のワールドカップ・イタリア大会のメンバーにも選出された。

### 監督時代
キャリア初期
レアル・マドリードの下部組織で指導者としてのキャリアをスタート。2004-05シーズンに1部リーグ初昇格のヘタフェCFの監督に招聘されると、降格候補の筆頭格に挙げられていたクラブを13位に導き、1部リーグ残留を果たした。
バレンシア
ヘタフェでの手腕を買われ、2005-06シーズンより古巣バレンシアの監督に就任。就任初年度からリーグ戦を3位で終え、チャンピオンズリーグ(CL)の出場権を確保した。翌2006－07シーズンは多くの怪我人を抱えながらも、国内リーグでCL出場圏内の4位確保に成功。CLではASローマを抑えてグループリーグを首位通過すると、決勝トーナメント1回戦でインテルを撃破。準々決勝でチェルシーFCに敗れたものの、ベスト8の成績を残した。しかし、3年目のシーズンは開幕戦で黒星を喫すると低迷し、第9節のセビージャFC戦に0-3で敗れた後に解任された。
ベンフィカ
2008-09シーズン、ホセ・アントニオ・カマーチョの後任としてベンフィカの監督に就任。開幕前にはホセ・アントニオ・レジェスやパブロ・アイマールを獲得する大型補強を敢行した。リーグ戦では年を越すまで無敗を続けたものの、後半に失速。最終順位は3位で翌シーズンのCL出場権を逃した。また、UEFAカップではグループリーグ最下位に終わった。契約期間はあと一年残っていたものの、シーズン終了後に双方合意のもとで契約を解除した。
アトレティコ・マドリード
2009年10月、シーズン途中にアトレティコ・マドリードの監督に就任。深刻な不振に陥っていたチームを7ヶ月間で建て直した。リーグ戦は9位に終わったものの、ヨーロッパリーグで優勝、コパ・デル・レイでは準優勝を果たした。シーズン終了後に1年間の契約延長に合意した。
翌2010-11シーズンは、8月に行われたUEFAスーパーカップでインテルを破り優勝。幸先のよいスタートを切ったものの、エースFWのディエゴ・フォルランとの確執が度々報じられ、チーム状態が悪化。リーグ戦は7位に終わり、ヨーロッパリーグでもグループステージで敗退。シーズン終了と同時に辞任した。
ヘタフェ（第2期）
アトレティコ・マドリードを退団してからはUAEのクラブで監督を務めていた。2015年1月、ヘタフェCFに10年ぶりに復帰した。しかし、2月26日に突如辞任を表明した。
ワトフォード
2015年6月6日、プレミアリーグに昇格したばかりのワトフォードFCの監督に就任した。
上海申花
2018年12月25日にウ・ジングイ前監督の後任として、中国・スーパーリーグの上海申花の監督に就任した。若手選手を積極的に起用し、チーム力の底上げに尽力したが、2019シーズンは第15節終了時点で3勝3分け9敗の14位と低迷。2019年7月3日、個人的な理由で辞任したことを発表した。
ワトフォード（第2期）
2019年9月7日、解任されたハビ・グラシアの後任としてワトフォードFCの監督に復帰。
しかし、チームを立て直すことができずリーグ戦10試合でわずか1勝にとどまったことから11月30日に解任された。
ヘタフェ（第3期）
2021年10月6日、ミチェルの後任としてリーグ最下位に沈むヘタフェの監督に就任した。
セビージャ
2023年12月17日、ディエゴ・アロンソの後任としてリーグ降格圏に沈んでいたセビージャの監督に就任した。その後チームを14位まで引き上げ残留させることに成功するも、2024年5月18日、1年の契約を残し今季限りでの退団が発表された。

## 指導方針
特に組織戦術に重きを置くタイプの監督である。バレンシア時代は全体をコンパクトに保ったうえで、ボールを奪った後は素早いカウンターを仕掛ける、堅守速攻のサッカーを志向した。また、この戦術をチームに浸透させるため、視聴覚室を新設し、ここでのミーティングを頻繁に行った。
一方で、選手が犯すミスには厳しく、罰として招集メンバーから外すこともあった。

## 監督成績
2019年11月30日現在
| クラブ                   | 就任           | 退任           | 記録 | 記録 | 記録 | 記録 | 記録 | 記録 | 記録 | 記録   |
| クラブ                   | 就任           | 退任           | 試   | 勝   | 分   | 敗   | 得   | 失   | 差   | 勝率   |
| ------------------------ | -------------- | -------------- | ---- | ---- | ---- | ---- | ---- | ---- | ---- | ------ |
| ヘタフェCF               | 2004年7月8日   | 2005年5月31日  | 42   | 15   | 11   | 16   | 44   | 51   | −7   | 035.71 |
| バレンシアCF             | 2005年5月31日  | 2007年10月29日 | 116  | 59   | 27   | 30   | 172  | 115  | +57  | 050.86 |
| SLベンフィカ             | 2008年5月24日  | 2009年6月8日   | 44   | 23   | 12   | 9    | 73   | 47   | +26  | 052.27 |
| アトレティコ・マドリード | 2009年10月23日 | 2011年5月22日  | 102  | 42   | 23   | 37   | 164  | 141  | +23  | 041.18 |
| アル・アハリ・ドバイ     | 2011年11月11日 | 2013年6月11日  | 64   | 33   | 15   | 16   | 133  | 96   | +37  | 051.56 |
| アル・アイン             | 2013年9月28日  | 2014年3月8日   | 23   | 11   | 8    | 4    | 43   | 24   | +19  | 047.83 |
| ヘタフェCF               | 2015年1月5日   | 2015年2月26日  | 11   | 4    | 1    | 6    | 9    | 13   | −4   | 036.36 |
| ワトフォードFC           | 2015年6月5日   | 2016年6月30日  | 44   | 16   | 9    | 19   | 46   | 54   | −8   | 036.36 |
| RCDエスパニョール        | 2016年6月9日   | 2018年4月20日  | 80   | 27   | 26   | 27   | 86   | 98   | −12  | 033.75 |
| 上海緑地申花             | 2018年12月25日 | 2019年7月3日   | 17   | 5    | 3    | 9    | 23   | 28   | −5   | 029.41 |
| ワトフォードFC           | 2019年9月7日   | 2019年12月1日  | 12   | 2    | 4    | 6    | 9    | 23   | −14  | 016.67 |
| 合計                     | 合計           | 合計           | 554  | 236  | 139  | 179  | 800  | 681  | +119 | 042.60 |

## 家族
- 父親のイシドロ・サンチェスは1960年代に黄金期のレアル・マドリードでプレーした元サッカー選手。
- フラメンコの踊り手で女優のロラ・フローレスは叔母にあたる。

## 獲得タイトル

### 選手として
- バレンシアCF:
  - セグンダ・ディビシオン: 1986-87
- レアル・マドリード:
  - プリメーラ・ディビシオン: 1994-95
- U-23サッカースペイン代表:
  - UEFA U-21欧州選手権: 1986

### 監督として
クラブ
- ベンフィカ:
  - タッサ・ダ・リーガ: 2008-09
- アトレティコ・マドリード:
  - UEFAヨーロッパリーグ: 2009-10
  - UEFAスーパーカップ: 2010
  - コパ・デル・レイ: 準優勝 2009-10
- アル・アハリ・ドバイ:
  - UAEリーグカップ: 2011-12
  - UAEプレジデントカップ: 2012-13
- アル・アインFC:
  - UAEプレジデントカップ: 2013-14

個人
- プレミアリーグ月間最優秀監督：2015年12月